# Eolathys
Genre
Eolathys est un genre fossile d'araignées aranéomorphes de la famille des Dictynidae.

## Distribution
Les espèces de ce genre ont été découvertes dans de l'ambre de la mer Baltique. Elles datent du Paléogène.

## Liste des espèces
Selon The World Spider Catalog 17.0 :
- †Eolathys debilis Petrunkevitch, 1950
- †Eolathys succini Petrunkevitch, 1950

## Publication originale
- (en) Petrunkevitch, 1946 : Baltic amber spiders in the Museum of Comparative Zoology. Bulletin of the Museum of Comparative Zoology, no 103, p. 257–337 (texte intégral).